# Ágioi Déka
Ágioi Déka är en ort i Grekland.   Den ligger i prefekturen Nomós Kerkýras och regionen Joniska öarna, i den västra delen av landet, 400 km nordväst om huvudstaden Aten. Ágioi Déka ligger 137 meter över havet och antalet invånare är 370. Den ligger på ön Korfu.
Terrängen runt Ágioi Déka är kuperad åt sydväst, men norrut är den platt. Havet är nära Ágioi Déka åt sydost.  Närmaste större samhälle är Korfu, 7,8 km norr om Ágioi Déka. 